# Judici d'intenció
Judici d'intenció en retòrica és una crítica, acusació o condemna no dels actes o del mal que una persona ha fet, sinó de les suposades i sovint mal interpretades intencions d'aquesta persona. L'expressió és d'origen francès: procès d'intention i data de principis del segle xix. És una de les tècniques retòriques per rebutjar un acte o una proposició amb el pretext que dissimula idees o intencions inconfessables. L'error en la premissa és que pren una suposició com un fet sense provar-la. Es pot considerar com una subcategoria de l'argumentum ad hominem. La suposada mala intenció no és sempre un argument arbitrari, si a més del judici, l'enunciant porta proves contundents i acceptats d'aquesta intenció.
En dret penal, la prova de la intencionalitat d'un acte criminal és un element crucial per diferenciar entre delictes dolosos i delictes imprudents. La dificultat és comprovar-ne la intencionalitat, que és un element subjectiu d'una acció que només es pot inferir amb molta prudència des de fets concrets o indicis verificats. D'un costat hi ha la materialitat objectiva d'una acció i els seus efectes, i de l'altre costat la difícil qüestió de la motivació.